# Adolf Różański
Adolf Różański (ur. 1917, zm. 1943) – polsko-żydowski statystyk i ekonomista, działacz Żydowskiej Samopomocy Społecznej w getcie warszawskim.

## Życiorys
Od maja 1940 był urzędnikiem Amerykańsko-Żydowskiego Połączonego Komitetu Pomocy. Od czerwca 1941 do lutego 1942 był kierownikiem referatu Pomocy Krewnych Zagranicznych w Prezydium Żydowskiej Samopomocy Społecznej w Krakowie, a następnie objął kierownictwo nad takim samym referatem działającym w ramach Żydowskiego Komitetu Opiekuńczego Miejskiego w Warszawie (ŻKOM).
Według Emanuela Ringelbluma, Różański w getcie warszawskim pracował również w Wydziale Statystyczno-Sprawozdawczym ŻKOM. 
W trakcie wielkiej akcji deportacyjnej w getcie warszawskim z lata 1942 roku, Różański kilkakrotnie uniknął deportacji z Umschlagplatzu. 
Zginął zastrzelony przez Niemców w trakcie tzw. akcji styczniowej w 1943 roku na podwórzu kamienicy przy ul. Ludwika Zamenhofa 56.